# Progress MS-14
Progress MS-14 (ryska: Прогресс МС-14) eller som NASA kallar den, Progress 75 eller 75P, var en rysk obemannad rymdfarkost som levererade förnödenheter, syre, vatten och bränsle till Internationella rymdstationen (ISS). Den sköts upp med en Sojuz-2.1a-raket, från Kosmodromen i Bajkonur, den 25 april 2020. Drygt tre timmar efter uppskjutningen dockade farkosten med rymdstationens Zvezda modul.
Farkosten lämnade rymdstationen den 27 april 2021 och brann som planerat upp i jordens atmosfär den 29 april 2021.

### Fotnoter
1. ↑  ”NASA Space Science Data Coordinated Archive” (på engelska). NASA. https://nssdc.gsfc.nasa.gov/nmc/spacecraft/display.action?id=2020-026A. Läst 2 juni 2020.
2. ↑  Norah Moran (25 april 2020). ”Progress Cargo Ship Docked to Station” (på engelska). NASA. https://blogs.nasa.gov/spacestation/2020/04/25/progress-cargo-ship-docked-to-station/. Läst 25 april 2020.